# 할티산
할티산(Halti, 핀란드어: Haltitunturi 할티툰투리[*], 북부 사미어: Háldičohkka, 스웨덴어: Haldefjäll 할데피엘[*])은 핀란드와 노르웨이의 국경에 있는 산으로, 스칸디나비아산맥의 일부분이다. 최고봉(높이 1,365 m)은 노르웨이 영토로, 핀란드 국경에서 북쪽으로 1km가량 떨어져 있다. 핀란드 쪽의 최고점은 1,324 m로 핀란드에서 가장 높은 곳이다.
노르웨이 쪽의 최고봉은 "라이스두아타르할디"(Ráisduattarháldi, 1,365 m)며, 핀란드의 최고점은 노르웨이와의 국경에 위치한 라이스두아타르할디 봉의 지봉인 "할디초흐카"(Hálditšohkka)의 비탈 1,324 m 지점이다. 정상이 핀란드 영토에 속하는 최고봉은 높이 1,316 m의 "리드니초흐카"(Ridnitšohkka)이다.
2015년, 핀란드 독립 100주년을 기념하여 국경을 200m가량 이동하여 할디초흐카 봉의 정상을 핀란드에 양도하자는 캠페인이 노르웨이에서 일어났다. 이 제안은 노르웨이와 핀란드 양국에서 대중적인 지지를 얻었다. 그러나 노르웨이의 총리인 에르나 솔베르그는 이 제안이 노르웨이의 영토를 다른 나라에 양보하거나 분할하는 것을 금지하는 헌법에 어긋난다며 거절했다.

## 같이 보기
- 스칸디나비아산맥
- 핀란드의 극점